# وادي النجار (مدينة حجة)

تعديل مصدري - تعديل

وادي النجار هي إحدى قرى عزلة عبس بمديرية مدينة حجة التابعة لمحافظة حجة، بلغ تعداد سكانها 48 نسمة حسب تعداد اليمن لعام 2004.